# Коренман, Израиль Миронович
Израиль Миронович Коренман (1903/1904 — 1988) — советский химик, доктор химических наук (1939), профессор (1940), заслуженный деятель науки и техники РСФСР (1964).

## Биография
Родился в еврейской семье фотографа. Окончил Одесский химико-фармацевтический институт в 1927, затем работал там же как аспирант, ассистент, доцент. По совместительству заведовал химической лабораторией Одесского областного отдела труда, с 1935 до 1937 преподавал в Одесском университете. С 1937 до 1983 заведовал кафедрой аналитической химии в Горьковском государственном университете имени Н. И. Лобачевского, при этом с 1939 до 1944 являлся деканом химического факультета. Был организатором и до 1960 научным руководителем лаборатории микроанализа, являлся признанным специалистом по ионометрии. В 1984 переехал в город Воронеж, где и умер. Похоронен на Третьем еврейском кладбище в Одессе.

## Публикации
Является автором более 25 книг и 800 научных статей. Почти все книги были переведены на иностранные языки и изданы в США, Англии, Голландии, Румынии, Польше, Израиле, Японии, Китае.
- Вопросы химического анализа и контроля производства. 1941.[3]
- Количественный микрохимический анализ. 1949.
- Микрокристаллоскопия. 1955.[4]
- Аналитическая химия таллия. 1960.
- Введение в количественный ультрамикроанализ. 1963.
- Аналитическая химия калия. 1964.
- Аналитическая химия малых концентраций. 1966.
- Фотометрический анализ. Методы определения органических соединений. 1970, 1975.
- Экстракция в анализе органических веществ. 1977.
- Органические реагенты в неорганическом анализе. 1980.
- Новые титриметрические методы. 1983.
- Методы количественного химического анализа. 1989. ISBN 5-7245-0269-0.[5]